# Rusland van A tot Z
Dit is een lijst met alle pagina's van A tot Z met betrekking tot het land Rusland:

Locatie van Rusland

## A
AK-47 - Amoer - Joeri Andropov - Archangelsk - ASSR - Azov

## B
Baikalmeer - Baikal-Amoerspoorweg (BAM) - Beneden-Toengoeska - Bolsjewiek

## C
Choetor - Cyrillisch alfabet

## D
Dagestan - Dienstlieden - Doema - Don - Fjodor Dostojevski

## E
Elbroes - 
Elista - 
Europees Rusland - 
Evenkië

## F
Februarirevolutie

## G
Joeri Gagarin - 
Arsen Galstjan - 
Gesloten stad - 
Glasnost - 
Goebernija (gouvernement) - 
Goelag - 
Michail Gorbatsjov - 
GROe - 
Warenhuis GOeM

## I
Ingoesjetië - Inorodtsy - Irtysj - ISO 3166-2:RU - Ivan de Verschrikkelijke

## J
Boris Jeltsin - Joodse Autonome Oblast

## K
Kabardië-Balkarië - Andrej Kapralov - Karatsjaj-Tsjerkessië - Karelië - Katorga - Keizerrijk Rusland - Kozakken - Kraj - Krajs van Rusland - Krasnodar - Kolchoz - Anna Koernikova - Andrey Korotayev

## L
Lenin -
Lijst van bergen in Rusland -
Lijst van wapens van Russische deelgebieden

## M
Matroesjka - Meer van Pskov - Mensjewiek - Midden-Azië - Midden-Siberisch Bergland - Moermansk - Moskou - Metro van Moskou - Maagdelijke Komiwouden

## N
Namestnik - 
Narjan-Mar - 
Narodnaja - 
Nederzetting met stedelijk karakter - 
Nederzettingstypen in Rusland - 
Nieuwe Economische Politiek - 
Nieuwe Rus - 
Noordelijke Dvina - 
Noordelijke Vloot - 
Noord-Siberisch Laagland - 
Novgorod

## O
Oblast - Oblasten van Rusland - obsjtsjina - Oejezd - Oekaze - Oeral (gebergte) - Oeralgebied - OKATO - Okolnitsji - Okroeg - Oktoberrevolutie - Oost-Siberië - Openbaar Ministerie van de Russische Federatie - Opritsjnina - Oudgelovigen

## P
Denis Pankratov -
Pelmeni - 
Perestrojka - 
Perm - 
Peter de Grote - 
Petserimaa - 
Denis Pimankov - 
Vladimir Poetin - 
Anna Politkovskaja -
Aleksandr Popov - 
Port Kavkaz -
Posad - 
Nikolaj Przewalski

## R
RANEPA - Radziwiłł-archief en collectie van de bibliotheek van Njasvizj - Raskol - Rajon - Rode leger - Russische roebel - Golf van Riga - Rusland - Rusland en de Europese Unie - Rusluie - Russificatie - Russisch Bevrijdingsleger - Russische Burgeroorlog - Russische Revolutie - Russische Sociaal Democratische Arbeiderspartij - Russische Socialistische Federatieve Sovjetrepubliek - Spoorwegen - Russische Verre Oosten - Russische taal -  Russisch Laagland - Russisch-orthodoxe Kerk - Russo-Balt - Russofobie

## S
Jevgeni Sadovy - 
Marat Safin - 
Vladimir Salnikov - 
Vladimir Selkov - 
Selo - 
Selsovjet - 
Siberië - 
Silovik - 
Sint-Petersburg - 
Sloboda - 
Roman Sloednov - 
Socialistische sovjetrepubliek - 
Sovchoz - 
Sovjet-Unie - 
Staatsdoema - 
Stalin - 
Stanitsa - 
Straat van Kertsj - 
Streltsy -
Strijdkrachten van de Russische Federatie - 
Sergej Syrtsov -
Maria Sjarapova

## T
Territoriaal Productie Complex - Transbaikal - trans-Siberische spoorlijn - Tsaardom Rusland - Anton Tsjechov - Konstantin Tsjernenko - Tsjetsjeens - Tsjetsjenië - Tsjoekotka - Leo Tolstoj - Trotski - Tsaar - Toepolev

## U
Hoge Noorden - USSR

## V
Varandej - Vladimir - Volost - Vodka

## W
Wachters van de Oeral - Wapen van Kaliningrad (stad) - Wapen van Astrachan - Wapen van oblast Sverdlovsk - Wapen van Rusland - West-Siberië - West-Siberisch Laagland - Westelijke Dvina - Witte Leger - Wolga

## Z
Zakaznik - 
Zapovednik - 
Zemleprochodtsy - 
Nina Zjivanevskaja - 
Zwarte Zee